# Torneo de Viña del Mar 2009
El Torneo de Viña del Mar es un torneo de tenis que se jugó en arcilla. Se disputó en la ciudad de Viña del Mar. Fue la 16° edición oficial del torneo. Se realizó entre el 2 y el 8 de febrero.

## Campeones

### Individuales Masculino
Fernando González venció a  José Acasuso por 6-1 y 6-3

### Dobles Masculino
Pablo Cuevas /  Brian Dabul vencieron a  František Čermák /  Michal Mertinak por 6-3 y 6-3